# Aviano Air Base
Aviano Air Base (IATA: AVB, ICAO: LIPA) – baza sił powietrznych NATO administrowana przez siły powietrzne Stanów Zjednoczonych w Aviano w regionie Friuli-Wenecja Julijska we Włoszech.